# Підводні човни проєкту 611
| Підводні човни проєкту 611 | Підводні човни проєкту 611                                                                   | Підводні човни проєкту 611                                                                   |
| -------------------------- | -------------------------------------------------------------------------------------------- | -------------------------------------------------------------------------------------------- |
|                            |                                                                                              |                                                                                              |
|                            |                                                                                              |                                                                                              |
| човен-музей в Амстердамі   |                                                                                              |                                                                                              |
| Під прапором               | СРСР                                                                                         | СРСР                                                                                         |
| Спуск на воду              | 1951-1957 рр (26 човнів)                                                                     | 1951-1957 рр (26 човнів)                                                                     |
| Виведений зі складу флоту  | 1980—1996 рр                                                                                 | 1980—1996 рр                                                                                 |
| Проєкт                     |                                                                                              |                                                                                              |
| Тип ПЧ                     | Великий океанський ПЧ                                                                        | Великий океанський ПЧ                                                                        |
| Розробник проєкту          | ЦКБ-18                                                                                       | ЦКБ-18                                                                                       |
| Головний конструктор       | С. А. Егоров                                                                                 | С. А. Егоров                                                                                 |
| Класифікація НАТО          | Zulu                                                                                         | Zulu                                                                                         |
| Основні характеристики     |                                                                                              |                                                                                              |
| Швидкість (надводна)       | 17 вузлів (32 км/год)                                                                        | 17 вузлів (32 км/год)                                                                        |
| Швидкість (підводна)       | 15 вузлів (28 км/год)                                                                        | 15 вузлів (28 км/год)                                                                        |
| Робоча глибина занурення   | 170 м                                                                                        | 170 м                                                                                        |
| Гранична глибина занурення | 200 м                                                                                        | 200 м                                                                                        |
| Автономність плавання      | 75 діб                                                                                       | 75 діб                                                                                       |
| Екіпаж                     | 61 особа (68 з артилеристами)                                                                | 61 особа (68 з артилеристами)                                                                |
| Розміри                    |                                                                                              |                                                                                              |
| Довжина найбільша (по КВЛ) | 90,5 м                                                                                       | 90,5 м                                                                                       |
| Ширина корпусу найб.       | 7,5 м (9,54 з стабілізаторами)                                                               | 7,5 м (9,54 з стабілізаторами)                                                               |
| Середня осадка (по КВЛ)    | 5 м                                                                                          | 5 м                                                                                          |
| Водотоннажність надводна   | 1831 т                                                                                       | 1831 т                                                                                       |
| Озброєння                  |                                                                                              |                                                                                              |
| Артилерія                  | спарена 57-мм гармата СМ-24ИФ (до 1956 року)                                                 | спарена 57-мм гармата СМ-24ИФ (до 1956 року)                                                 |
| Торпедно- мінне озброєння  | Носові: 6 ТА калібру 533-мм, 4 кормові ТА калібру 533-мм (22 торпед, або 6 торпед + 32 міни) | Носові: 6 ТА калібру 533-мм, 4 кормові ТА калібру 533-мм (22 торпед, або 6 торпед + 32 міни) |
| ППО                        | спарений 25-мм автомат 2М-8 (до 1956 року)                                                   | спарений 25-мм автомат 2М-8 (до 1956 року)                                                   |
| Зображення на Вікісховищі  |                                                                                              |                                                                                              |

Підводні човни проєкту 611 (Zulu) — тип великих океанських підводних човнів СРСР. Побудовано і передано флоту 26 човнів цього проєкту. Подальшим розвитком цього проєкту був успішний і масовий проєкт 641

## Історія
Роботи над новим поколінням великих підводних човнів, перериваються під час німецько-радянської війни і поновилися одночасно зі створенням проєкту 613. Проєкт був створений в 1947–1948 роках в ЦКБ-18 Наркомату суднобудівної промисловості, головний конструктор С. А. Єгоров. Призначенням нових човнів були дії на океанських комунікаціях, причому як проти суден противника, так і з метою захисту конвоїв союзників, мінні постановки, далека розвідка. У конструкції підводного човна помітно істотний вплив німецьких підводних човнів типу XXI, а деякі механізми були уніфіковані з будованим одночасно проєктом 613. Новинкою для радянського підводного кораблебудування стало використання зовнішніх шпангоутів міцного корпусу, що дозволило поліпшити внутрішню компоновку обладнання і механізмів.
Будівництво головного човна проєкту розпочалося 10 січня 1951 року на ленінградському суднобудівному заводі № 196 (нині — «Адміралтейські верфі»). Після завершення будівництва він став найбільшим підводним човном в СРСР. Останній човен проєкту став до ладу 15 липня 1958 року. Будівництво велося на суднобудівних заводах № 196 «Судомех» в м. Ленінграді (8 одиниць) та № 402 в м. Молотовску (Сєверодвінськ) (18 одиниць).

## Конструкція
Двокорпусна трохвальна, міцний корпус поділявся на сім відсіків:
- Перший відсік — носовий торпедний: шість торпедних апаратів.
- Другий відсік — акумуляторний. На верхньому ярусі знаходилися кают-компанія для офіцерів, рубка гідроакустика, душова, на нижньому ярусі — перша група акумуляторних батарей.
- Третій відсік — центральний пост, висувні пристрої.
- Четвертий відсік — акумуляторний. На верхньому ярусі — кают-компанія старшин, радіорубка, комори, камбуз, на нижньому ярусі — друга група акумуляторів.
- П'ятий відсік — дизельний. У ньому розміщувалися всі три головних дизельних двигуна і два дизель-компресора.
- Шостий відсік — електромоторний. Служив для розміщення трьох головних гребних електродвигунів.
- Сьомий — кормовий торпедний. Чотири торпедні апарати, ліжка особового складу, на нижньому ярусі — допоміжний електродвигун.[4]

## Радіоелектронне і гідроакустичне обладнання
Проєкт 611 був розроблений для звичайних торпедних атак для ураження цілей, якими вони були під час війни, і тому також був обладнаний обладнанням виходячи з досвіду війни. Командирський Перископ типу С-2 був німецького виробництва і був доповнений Luftzielperiskop на деяких човнах. Для пошуку підводних цілей використовувався гідроакустичний комплекси «Тамір» 5ЛС і НЕЛ-4 Окрім цього на човнах були антени для активного і пасивного радара, систем впізнавання «свій — чужий» і системи довгохвильових і короткохвильових хвильових радіопередавачів/приймачів.

## Озброєння
Артилерія: Човни спочатку були оснащені палубними спареними 57-мм гарматами СМ-24-СИФ, встановленими в передній частині рубки. Ця гармата використовувала осколково-фугасні снаряди, які були придатні в першу чергу для протиповітряної оборони. Боєпостачання проводилося з трьох змінних магазинів, скорострільність 100—150 пострілів в хвилину. Ця гармата була розроблена у 1947 році на базі авіаційної гармати С-60 Другої світової війни для ураження бойових повітряних цілей на висоті до 6000 метрів. У цієї гармати було багато конструктивних недоліків, тому до 1956 року вона була знятий з озброєння човна. Від чого підводна швидкість човна збільшилася через в зниження опору води при русі в підводному положенні на один вузол.
Ще було встановлено на задній частині рубки спарену 25-мм автоматичну гармату 2М-3. Недоліком встановлення цієї гармати було те, що через наявність перископів й антен на рубці з неї неможливо було вести вогонь в сторону носа човна, тільки в сторони носа й бортів. Ця гармати були також з часом зняті з човнів, аби звільнити місце для встановлення шноркеля покращеної конструкції в задній частині рубки.
Торпедне озброєння: На човнах проєкту 611 було встановлено шість носових і чотири кормових торпедних апарати калібру 533-мм, з боєкомплектом у 22 торпеди. Або 6 торпед і 32 міни типу АМД-1000.

## Енергетичне обладнання
Підводні човни були оснащені трьома судовими дизельними двигунами типу 37Д потужністю по 2000 к.с. (1,471 кВт). Ці двигуни працювали на спалювані соляри і кисню (з навколишнього повітря). Вони працювали тільки над водою або при підводному русі з працюючим шноркілем. На них човен досягав швидкості до 18 вузлів. На великих глибинах електродвигуни живилися від свинцево-кислотних акумуляторів. Два електродвигуни ПГ-101, потужністю 1350 к.с. (993 кВт) обертали два бокових гребні вали, середній вал приводив в рух і електродвигун ПГ-102 потужністю 2700 к.с. (1985 кВт). Центральний вал міг також обертатися і від електродвигуна ПГ-104 потужністю 140 к.с. (103 кВт), котрий споживав набагато менше енергії, ніж інші двигуни і був набагато більш тихим.

## Ремонти і модернізації
Багато підводних човнів проєкту 611 піддавалися модернізаціям по тому чи іншому проєкту. Відомі проєкти 611РУ, 611РЕ, 611РА, АВ611, АВ611С, АВ611Е, АВ611К, АВ611Ц, АВ611Д, 611П, П611, В611, ПВ611.

### Проєкт АВ611
Під керівництвом головного конструктора М. М. Ісаніна була розроблена модифікація проєкту 611, що отримала позначення «В-611». Проєкт включав оснащення човнів двома балістичними ракетами Р-11ФМ з ядерною ГЧ (головною частиною, розміщеними в подовженій рубці, по висоті усього корпусу. Був модифікований один човен — Б-67. Після його модернізації, за зміненим проєктом, отримав позначення «проєкт АВ611», в літературі зустрічаються також позначення, «А611» або «611АВ». Подібним чином були модифіковані ще 5 човнів: Б-73, Б-78, Б-79, Б-89, Б-62.

### Проєкт «Ліра»
Одна з човнів був переобладнана для проведення наукових досліджень в області військово-морської науки.

## Сучасний статус і перспективи
У 1980—1990 роках усі човни були виведені зі складу флоту.

## Представники
| Назва                            | Заводський номер                 | Закладений                       | Спущений на воду                 | Прийнятий флотом (Флот)          | Примітки                                                           |
| Завод № 196 «Судомех», Ленінград | Завод № 196 «Судомех», Ленінград | Завод № 196 «Судомех», Ленінград | Завод № 196 «Судомех», Ленінград | Завод № 196 «Судомех», Ленінград | Завод № 196 «Судомех», Ленінград                                   |
| -------------------------------- | -------------------------------- | -------------------------------- | -------------------------------- | -------------------------------- | ------------------------------------------------------------------ |
| Б-61                             | 580                              | 10 січня 1951                    | 26 липня 1951                    | 31 грудня 1953                   | Добудовувалася і випробовувалася в Таллінні                        |
| Б-62                             | 631                              | 6 вересня 1951                   | 29 квітня 1952                   | 31 грудня 1953                   | «Вега». Модернізувався як АВ611, АВ611Ц.                           |
| Б-63                             | 632                              | 6 лютого 1952                    | 17 липня 1952                    | 30 червня 1954                   | З 1978 — Б-863                                                     |
| Б-64                             | 633                              | 15 травня 1952                   | 29 листопада 1952                | 30 грудня 1954                   | З 1970 — Б-864                                                     |
| Б-65                             | 634                              | 24 липня 1952                    | 21 березня 1953                  | 6 грудня 1954                    |                                                                    |
| Б-66                             | 635                              | 15 грудня 1952                   | 30 червня 1953                   | 29 грудня 1954                   | «Ліра». З 1970 — Б-866                                             |
| Б-67                             | 636                              | 26 березня 1953                  | 5 вересня 1953                   | 30 червня 1956                   | Модернізувався як В611, ПВ611, 611РА                               |
| Б-68                             | 637                              | 6 червня 1953                    | 31 жовтня 1953                   | 27 листопада 1955                | Модернізувався як 611РЭ                                            |
| Б-69                             | 638                              | 14 вересня 1953                  | 18 червня 1954                   | 31 грудня 1955                   | Модернізувався як 611П                                             |
| Завод № 402, Сєвєродвінськ       |                                  |                                  |                                  |                                  |                                                                    |
| Б-70                             | 351                              | 14 травня 1954                   | 18 вересня 1955                  | 29 червня 1956                   |                                                                    |
| Б-71                             | 402                              | 7 червня 1954                    | 19 травня 1956                   | 30 вересня 1956                  | Модернізувався як 611РУ                                            |
| Б-72                             | 403                              | 16 листопада 1953                | 18 вересня 1955                  | 30 червня 1956                   |                                                                    |
| Б-73                             | 404                              | 16 серпня 1954                   | 16 січня 1957                    | 30 листопада 1957                | «Ліра». Модернізувався як АВ611, АВ611К                            |
| Б-74                             | 305                              | 27 вересня 1954                  | 5 липня 1956                     | 31 жовтня 1956                   |                                                                    |
| Б-75                             | 306                              | 11 листопада 1954                | 8 липня 1956                     | 6 листопада 1956                 |                                                                    |
| Б-76                             | 307                              | 24 січня 1955                    | 25 серпня 1956                   | 21 листопада 1956                |                                                                    |
| Б-77                             | 208                              | 7 травня 1955                    | 20 вересня 1956                  | 30 листопада] 1956               |                                                                    |
| Б-78                             | 209                              | 16 липня 1955                    | 13 липня 1957                    | 30 листопада 1957                | «Мурманський комсомолець». Модернізувався як АВ611, АВ611С, АВ611Д |
| Б-79                             | 210                              | 19 грудня 1955                   | 16 липня 1957                    | 3 грудня 1957                    | Модернізувався як АВ611                                            |
| Б-80                             | 111                              | 1 лютого 1956                    | 16 січня 1957                    | 13 липня 1957                    | Зберігся як музейний човен у Нідерландах                           |
| Б-81                             | 112                              | 19 квітня 1956                   | 16 січня 1957                    | 13 липня 1957                    | З 1970 — Б-881                                                     |
| Б-82                             | 113                              | 15 липня 1956                    | 12 травня 1957                   | 17 серпня 1957                   | Модернізувався як 611РЕ                                            |
| Б-88                             | 514                              | 17 серпня 1956                   | 4 липня 1957                     | 25 вересня 1957                  | «Орион»                                                            |
| Б-89                             | 515                              | 5 лютого 1957                    | 21 вересня 1957                  | 13 грудня 1957                   | Модернізувався як АВ611, АВ611Е                                    |
| Б-90                             | 516                              | 25 жовтня 1956                   | 17 серпня 1957                   | 30 жовтня 1957                   | «Марс»                                                             |
| Б-91                             | 517                              | 25 січня 1957                    | 26 листопада 1957                | 15 липня 1958                    | Модернізувався як 611П. З 1970 — Б-891                             |